# Esnans
Esnans è un comune francese di 42 abitanti situato nel dipartimento del Doubs nella regione della Borgogna-Franca Contea.

## Società

### Evoluzione demografica
Abitanti censiti

## Galleria d'immagini

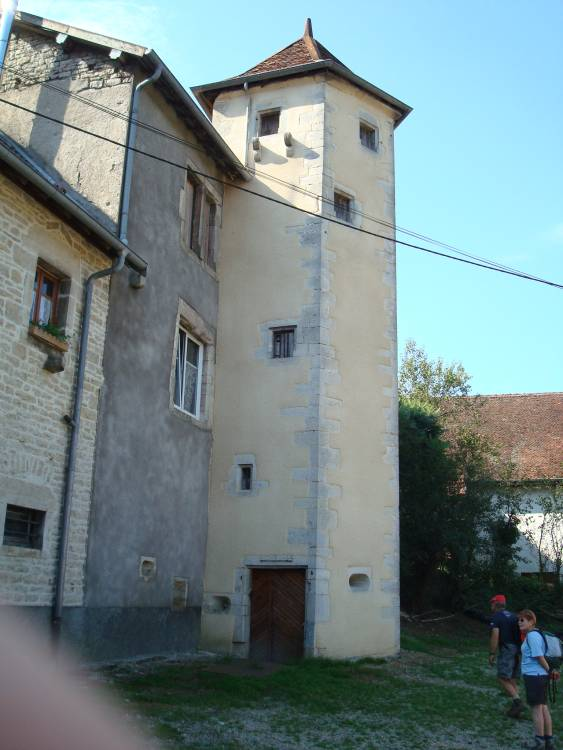
Torre del vecchio castello (ora fattoria)